# WTA Tour Championships 2003 - Singolare
Il singolare del WTA Tour Championships 2003 è stato un torneo di tennis facente parte del WTA Tour 2003.
Kim Clijsters era la detentrice del titolo e ha battuto in finale Amélie Mauresmo con il punteggio di 6–2, 6–0.

## Teste di serie
1. Kim Clijsters (campionessesa)
2. Justine Henin-Hardenne (semifinali)
3. Jennifer Capriati (semifinali)
4. Amélie Mauresmo (finale)

1. Anastasija Myskina (round robin)
2. Elena Dement'eva (round robin)
3. Chanda Rubin (round robin)
4. Ai Sugiyama (round robin)

Note:
- Serena Williams si era qualificata, ma non ha partecipato a causa di un'operazione al ginocchio sinistro.
- Lindsay Davenport si era qualificata, ma non ha partecipato a causa di un'operazione al piede sinistro.
- Venus Williams si era qualificata ma non ha partecipato a causa di lesioni addominali.

## Tabellone

### Legenda
| - Q = Qualificato - WC = Wild card - LL = Lucky loser | - ALT = Alternate - SE = Special Exempt - PR = Protected Ranking | - w/o = Walkover - r = Ritirato - d = Squalificato |

### Finali
|  | Semifinali | Semifinali             | Semifinali | Semifinali | Semifinali |  |  | Finale | Finale          | Finale          | Finale | Finale |  |
|  |            |                        |            |            |            |  |  |        |                 |                 |        |        |  |
|  | 1          | Kim Clijsters          | 4          | 6          | 6          |  |  |        |                 |                 |        |        |  |
|  | 3          | Jennifer Capriati      | 6          | 3          | 0          |  |  | 1      | Kim Clijsters   | Kim Clijsters   | 6      | 6      |  |
|  | 4          | Amélie Mauresmo        | 7          | 3          | 6          |  |  | 4      | Amélie Mauresmo | Amélie Mauresmo | 2      | 0      |  |
|  | 2          | Justine Henin-Hardenne | 6          | 6          | 3          |  |  |        |                 |                 |        |        |  |

### Gruppo Nero
|   |                    | Henin         | Capriati      | Myskina       | Sugiyama    | RR W–L | Set W–L | Game W–L | Posizione |
| 2 | Justine Henin      |               | 6–2, 6–1      | 7–5, 5–7, 7–5 | 2–6, 4–6    | 2–1    | 4–3     |          | 1         |
| 3 | Jennifer Capriati  | 2–6, 1–6      |               | 7–5, 5–7, 6–4 | 7–5, 7–6(3) | 2–1    | 4–3     |          | 2         |
| 5 | Anastasija Myskina | 5–7, 7–5, 5–7 | 5–7, 7–5, 4–6 |               | 6–4, 6–3    | 1–2    | 4–4     |          | 3         |
| 8 | Ai Sugiyama        | 6–2, 6–4      | 5–7, 6(3)–7   | 4–6, 3–6      |             | 1–2    | 2–4     |          | 4         |

La classifica viene stilata in base ai seguenti criteri: 1) Numero di vittorie; 2) Numero di partite giocate; 3) Scontri diretti (in caso di due giocatori pari merito ); 4) Percentuale di set vinti o di games vinti (in caso di tre giocatori pari merito ); 5) Decisione della commissione.

### Gruppo Rosso
|   |                  | Clijsters     | Mauresmo      | Dement'eva    | Rubin         | RR W–L | Set W–L | Game W–L | Posizione |
| 1 | Kim Clijsters    |               | 3–6, 6–4, 6–4 | 6–2, 6–2      | 6–4, 6–4      | 3–0    | 6–1     |          | 1         |
| 4 | Amélie Mauresmo  | 6–3, 4–6, 4–6 |               | 6–3, 6–2      | 6–4, 4–6, 2–6 | 1–2    | 4–4     |          | 2         |
| 6 | Elena Dement'eva | 2–6, 2–6      | 3–6, 2–6      |               | 4–6, 7–5, 6–1 | 1–2    | 2–5     |          | 4         |
| 7 | Chanda Rubin     | 4–6, 4–6      | 4–6, 6–4, 6–2 | 6–4, 5–7, 1–6 |               | 1–2    | 3–5     |          | 3         |

La classifica viene stilata in base ai seguenti criteri: 1) Numero di vittorie; 2) Numero di partite giocate; 3) Scontri diretti (in caso di due giocatori pari merito ); 4) Percentuale di set vinti o di games vinti (in caso di tre giocatori pari merito ); 5) Decisione della commissione.